# Marcelo de Alvarenga
Marcelo de Alvarenga - Rio de Janeiro, 23 de abril de 1964 (61 anos) - é um pianista brasileiro.   

## Formação
Estudou na Escola de Música da UFRJ, Conservatório Brasileiro de Música e UNIRIO. Teve como mestres Maria Alice Frantz, Esther Naiberger, Maria da Penha Verta, Luiz Medalha, Edson Elias e Nise Obino. 
Obteve o primeiro prêmio em oito concursos nacionais de piano. Participou de inúmeras master classes na Inglaterra, Alemanha e França.

## Carreira
Em duo com a pianista Zaida Valentim, foi citado pelo Jornal do Brasil como um dos dez melhores recitais do ano em 1993, na Sala Cecília Meireles. Em duo com o pianista Andrés Roig, obteve o primeiro prêmio do Concurso ArtLivre, São Paulo, o mais importante evento do gênero no Brasil, em 2000.
Participou como pianista de trinta e dois espetáculos teatrais, ao lado de Fernanda Montenegro, Zezé Polessa, Carla Camurati, Vera Holtz, Sérgio Brito, Marlene, Ana Botafogo, Cláudio Botelho, Otavio Augusto,  Claudia Netto, Charles Moeller, Emiliano Queiroz,  Fernando Eiras, Maria Padilha, Ana Lucia Torre, entre outros.
Em TV, gravou para programas de música erudita como Concertos para a Juventude (Globo), Instrumental Informal e Maestro (TVE), assim como pianista nas novelas Pacto de Sangue e O Dono do Mundo (Globo), na minissérie Chiquinha Gonzaga (Globo). Em cinema fez uma participação como pianista no filme Copacabana, de Carla Camurati.
Em espetáculos teatrais em que atuou como pianista, foi dirigido musicalmente por Marcos Leite, Luiz Antônio Barcos, Lincoln Antônio e Claudio Botelho, dentre outros. 
Já as direções teatrais foram feitas por Naum Alves de Souza, Luiz Antônio Martinez Correa, Elias Andreato, Claudio Botelho, Fabio de Mello, Luiz Fernando Lobo e Caique Botkay, dentre outros.
Diversos compositores dedicaram obras a Marcelo, tais como Ronaldo Miranda, Pablo Lapidusas, Luiz Avellar, Armando Lobo e Adaury Mothé.
Exerce intensa atividade pedagógica no Rio de Janeiro, tendo seus alunos obtido importantes prêmios em concursos e da crítica especializada.